# Temples de Dur-Sharrukin

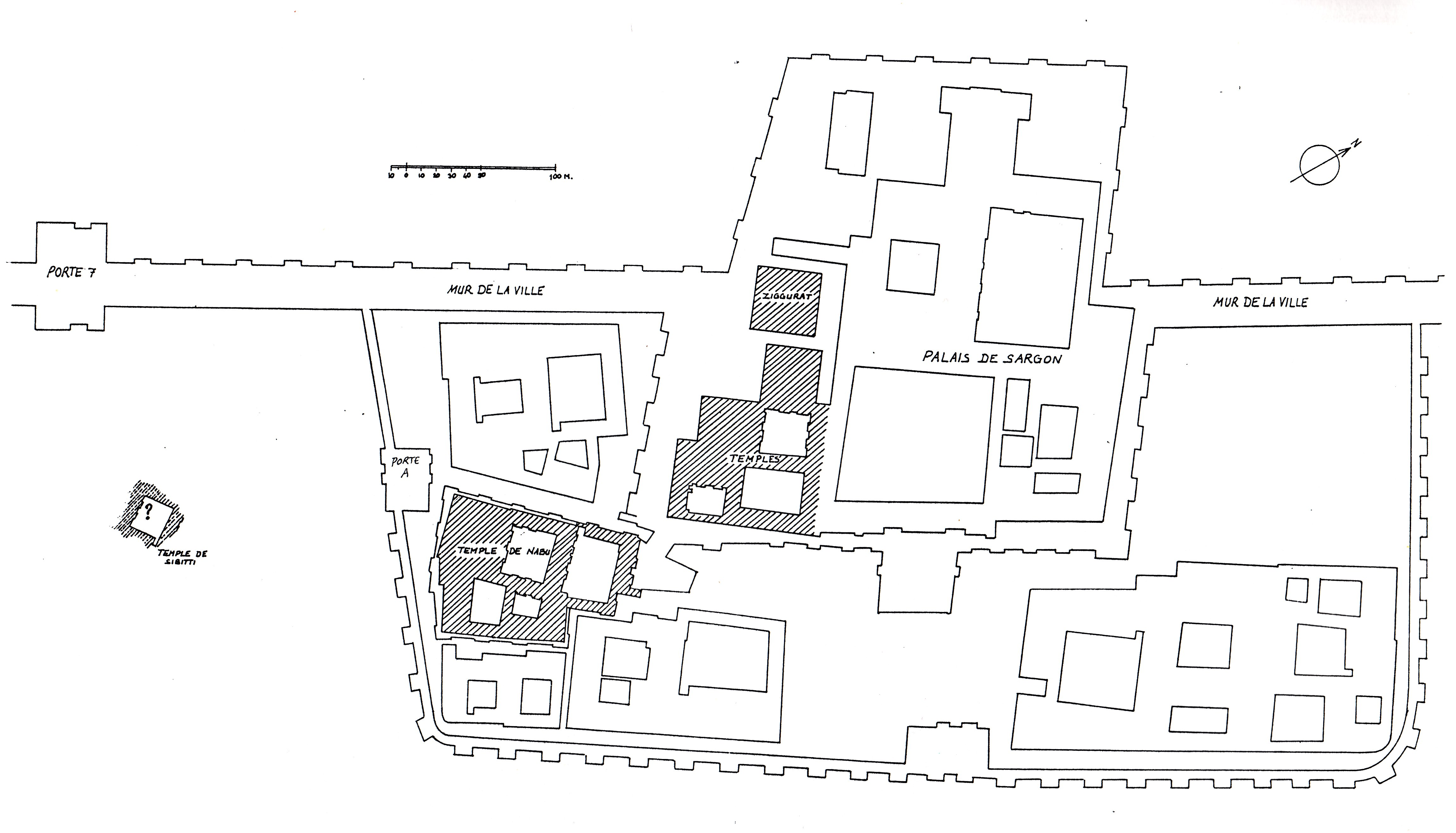
Plan de localisation des temples de Dur-Sharrukin.

Les temples de Dur-Sharrukin constituent un ensemble cultuel bâti par le roi assyrien Sargon II dans la ville de Dur-Sharrukin (actuel Irak).
Ils ont été "repérés" par les archéologues du XIXe siècle, et interprétés à tort comme un « harem » royal dans un premier temps. De nouvelles fouilles en 1930 ont précisé l'organisation de ce complexe, dédié à plusieurs dieux : Sîn, Shamash, Nabu, Adad, Ninurta, etc.

## Présentation

### Ville
Le roi Sargon II d'Assyrie, comme avant lui Tukulti-Ninurta Ier et Salmanazar Ier l'avaient fait, décida d'établir sa nouvelle résidence en dehors d'Assur, la capitale historique. Il choisit pour cela un site vierge de toute construction, à 16 km au nord-est de Ninive, qu'il nomma Dur-Sharrukin. L'enceinte quadrangulaire de sa ville, de plus d'1,6 km de côté, percée de sept portes, était chevauchée par la vaste terrasse, haute d'une dizaine de mètres, qui servait de base à son palais. À la mort de Sargon, sa ville à peine achevée fut abandonnée par son fils Sennacherib, qui élut Ninive comme capitale.

### Temples
À côté de son palais, Sargon fit construire des demeures pour ses dieux. Les temples de Dur-Sharrukin sont principalement localisés dans un ensemble distinct bâti sur la terrasse du palais royal, dans un quartier clos jouxtant la partie publique de ce dernier. Parmi ceux-ci se trouvent notamment les temples voisins de Sîn et de Shamash, orientés perpendiculairement l'un par rapport à l'autre, ainsi qu'une ziggurat.
De plus, un grand complexe cultuel dédié à Nabû fut également construit dans la Citadelle, surélevé sur sa propre plate-forme, au milieu des résidences des hauts dignitaires mais à proximité immédiate de la terrasse palatiale.
Enfin, un autre temple, celui des Sibitti, des divinités stellaires, a été partiellement découvert à l'extérieur de la Citadelle.

## Histoire des découvertes
En fouillant le palais, que Paul-Émile Botta avait pour la première fois dégagé dès 1842, Victor Place, qui prit la suite des recherches entre 1852 et 1854, découvrit, sur le flanc sud-ouest du palais, dans l'angle sud de la terrasse, un quartier relativement clos et autonome, qu'il interpréta comme le « harem royal ». Cette interprétation était étayée, selon lui, par les inscriptions des seuils trouvées dans les portails des salles principales. Leur traduction, que l'on sait aujourd'hui erronée, aurait évoqué le mariage du roi.
L'ensemble était dominé, au nord-ouest, par un massif érodé que Botta nommait le « Cône ». Place dit y avoir observé les premiers degrés d'une tour à rampe en colimaçon, baptisée « Observatoire », conformément à sa fonction présumée. La méthode que Victor Place avait adoptée pour dégager le palais et ses environs, la « fouille en tunnel », permit certes un gain de temps considérable, mais très certainement au détriment de l'exactitude. Même s'il faut reconnaître à ce pionnier de l'archéologie orientale le mérite de s'être intéressé à l'architecture pour elle-même, il ne se posait évidemment pas les mêmes questions qui orientent la recherche archéologique actuelle. La publication de Place se caractérise en effet par la tendance à confondre ce qui relève de l'observation avec ce qui provient de pures suppositions.
En 1930, l'archéologue allemand Walter Andrae reconnut le plan caractéristique du temple assyrien (« assyrische Langraumtempel ») dans les constructions du prétendu « harem ». Cette interprétation se trouvait confirmée par les nouvelles traductions des inscriptions gravées sur les seuils des salles. Les fouilles que les archéologues américains de l'Institut oriental de Chicago reprirent sur le site, en particulier dans ce même secteur, prouvèrent que le quartier contenait effectivement six temples (ou plutôt trois grands temples et trois « chapelles », dédiés à Sîn, Shamash, Ningal, Adad, Ninurta et Éa. Les archéologues de l'Oriental Institute se contentèrent d'investigations limitées dans ce secteur. Leur objectif primordial était de démontrer la fonction cultuelle du lieu. Les fouilles américaines ré-exhumèrent néanmoins le temple de Sîn. Mais elles permirent également de mettre au jour un temple supplémentaire : le grand sanctuaire de Nabû, qu'elles mirent au jour sur sa propre terrasse, attenante à celle du palais royal.

## Temples de la terrasse palatiale

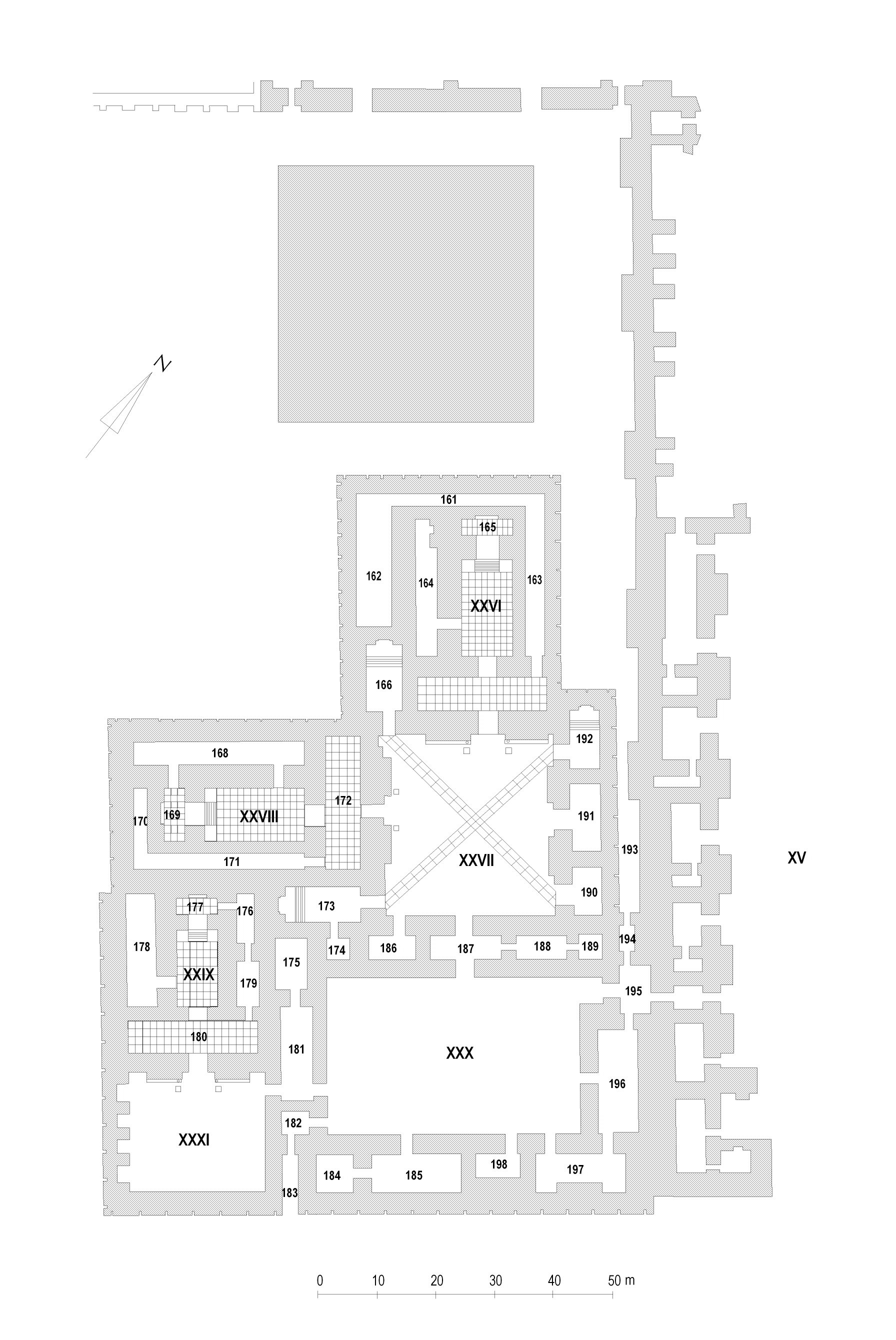
Temples de la terrasse palatiale selon Victor Place (le « harem » et l'« observatoire »).

### Composition du plan
Le plan de Victor Place et de son architecte Félix Thomas, qu'ils numérotent en chiffres romains et arabes, nous présente un ensemble composite, formé essentiellement de trois grandes cours (XXX, XXVII et XXXI) et de trois corps de bâtiment. Deux d'entre eux sont disposés sur les côtés adjacents nord-ouest et sud-ouest de la cour XXVII, de plan approximativement carré. L'aile fermant le côté nord-est de cette cour est divisée en trois salles. Le troisième corps de bâtiment vient se loger entre le flanc du bloc sud-ouest de la cour XXVII et le côté nord-ouest de la cour XXXI. La cour XXX, la plus vaste, est bordée de salles de moindre superficie sur ses quatre côtés.
Cet assemblage confère au quartier des contours irréguliers, avec plusieurs décrochements, notamment celui formé par le bloc nord-ouest, dont trois faces émergent entièrement hors du carré approximatif dans lequel s'inscrivent en plan les autres parties du complexe cultuel. Les monuments assyriens se caractérisent en effet par de telles dispositions, qui contrastent généralement avec la régularité et la symétrie observées dans les constructions babyloniennes.

### Périmètre
Les contours du quartier des temples sont indépendants sur la majeure partie du périmètre, sauf à l'angle oriental, où ils se confondent avec ceux du palais royal. Le massif carré de l'« observatoire », dans lequel nous reconnaissons plus vraisemblablement un « temple-haut » (ziggurat), est présenté comme étant autonome par rapport au bloc nord-ouest des temples. Mais à la lumière de ce qui a été observé plus tard à Assur ou Kar-Tukulti-Ninurta par exemple, il est possible que, contrairement à ce qu'en montre son plan, Victor Place n'ait pas remarqué la vraisemblable jonction entre le temple de Sîn et la ziggurat voisine.
Les parois de l'enceinte sont ornées d'un motif combinant des groupes d'un nombre variable de demi-colonnes engagées, alternant avec des niches à ressauts. Ce type de décoration murale a été fréquemment rencontré depuis. Il semble désormais si familier sur les murs des temples qu'on le considère comme un des traits distinctifs de l'architecture religieuse mésopotamienne.

### Accès
Selon Victor Place toujours, le quartier comportait seulement trois ouvertures, bien protégées. En premier lieu, on pouvait y accéder par une porte discrète pratiquée dans l'angle sud de la cour XV du palais royal (identifiée désormais comme le bâbanu). Mais elle ne donnait qu'indirectement accès à la cour XXX du complexe, par l'intermédiaire de la pièce 195. Cette dernière commandait aussi l'accès vers le nord-ouest à un étroit corridor, qui se serait inséré entre l'enceinte des temples et l'épais mur extérieur de la cour XV. Enfin, la troisième entrée aurait consisté en une porte en chicane (salles 183-182) qui aurait donné accès à la cour XXX depuis la terrasse bordant le palais. La cour XXX semblait constituer le véritable pivot des circulations. Non seulement y débouchaient tous les passages énumérés plus haut, mais elle commandait les accès vers la cour XXVII au nord-ouest et la cour XXXI au sud-est.

### CourXXVII
La cour XXVII, sur le plan de Félix Thomas, est un espace de forme presque carrée de 29 × 28,6 m2. Les fouilles américaines nous donnent en revanche les dimensions de 31,2 × 30,4 m2 (les côtés nord-ouest et sud-est étant les plus longs). Lorsque, comme en l'occurrence, les sources se contredisent, les plans de l'Orient Institute de Chicago sont considérés comme étant plus crédibles que ceux de leurs prédécesseurs. Le plan de Place et Thomas montre deux allées de pierres joignant les angles de la cour et se croisant en son centre. Les Américains n'ont retrouvé aucune trace de ces prétendues allées sur le pavement de la cour. Il est possible qu'il s'agisse d'une confusion des découvreurs français.

### Temple de Sîn et chapelle d'Adad

#### Temple de Sîn
La façade nord-ouest de la cour XXVII s'ouvre par un large portail sur un vestibule barlong (167), qui lui-même donne accès à une salle en longueur (XXVI).

##### Portail
En façade de la cour, deux contreforts encadrent l'entrée du vestibule 167, à la base desquels s'appuient des murets dont la face visible était revêtue de briques glaçurées, représentant deux ensembles de sept figures, symétriquement disposées par rapport à l'axe central de l'entrée.
Ces figures sont les suivantes :
- sur une des faces latérales encadrant l'entrée : un homme barbu debout et de profil, dirigé vers l'entrée du temple, coiffé d'une tiare, vêtu d'un manteau à franges fermé par une ceinture, levant la main droite, paume vers le ciel, et tenant un sceptre dans l'autre main ;
- sur la face latérale opposée : un personnage debout, de profil, barbu, tenant une lance dirigée vers le sol, habillé d'une robe dont la partie supérieure est rayée et la partie inférieure quadrillée ;
- sur les faces orientées vers la cour, en partant au centre de l'entrée et en allant vers les deux côtés opposés :
  - un lion ;
  - un aigle ;
  - un taureau ;
  - un figuier ;
  - une charrue à ensemençoir.

Les lions, aigles et taureaux sont représentés tournés vers l'entrée.
Au-dessus de ces panneaux, le mur des deux contreforts était orné d'un motif de demi-colonnes en faisceau, encadré par deux niches à ressaut, analogue à celui répété sur les parois de l'enceinte du quartier.
Deux grands mâts de cèdre, hauts de dix mètres, au tronc enveloppé d'ornements en bronze et or, étaient insérés dans chacun des murets, à proximité immédiate de l'entrée. D'après leur motif au repoussé, Victor Place y vit des palmiers factices.
Deux statues étaient fixées dans le sol de la cour, une devant chacun des mâts. Taillées dans de l'albâtre gypseux, elles représentaient des personnages barbus, coiffés d'une tiare à deux cornes, tenant sur leur poitrine des vases dont les flots jaillissant étaient figurés par des lignes ondulées.

##### Salles du temple
Les deux portes du vestibule 167 sont placées sur le même axe longitudinal. À l'extrémité nord-ouest de la salle XXVI, un escalier central flanqué d'épais limons rejoint une plate-forme prolongée, derrière deux pilastres, d'une petite pièce barlongue (165). Un faisceau de demi-colonnes engagées est visible sur le mur du fond de cette dernière pièce, à l'intérieur d'une niche peu profonde. La salle XXVI est reliée à la longue salle latérale 164. Le vestibule 167 s'ouvre également, vers l'angle nord, sur un couloir coudé (163-161) qui passe derrière 165 et finit par déboucher, sur le côté opposé au couloir 163, dans une seconde salle latérale (162).
Les archéologues américains, dans les années 1930, dégagèrent à nouveau ce bâtiment. Si leur relevé semble au premier abord confirmer le plan de Victor Place, on remarque pourtant qu'il diverge sur de nombreux points. L'équipe de l'Oriental Institute de Chicago a en particulier dégagé de nouveau les salles 167, XXVI et 164 du temple de Sîn. Certaines modifications sont ainsi apportées, notamment en ce qui concerne les épaisseurs des murs latéraux de la salle centrale XXVI. Alors que celles-ci sont inégales sur le plan de Place et Thomas (respectivement 3,8 m et 3 m), l'Oriental Institute remarque au contraire que ces deux murs longitudinaux étaient d'épaisseur identique, soit 3,6 m. Ce détail a son importance pour la compréhension de la structure et la reconstitution des volumes de ce type de temple.

#### Chapelle d'Adad
Dans l'angle ouest de la cour, une porte donne accès à la salle en longueur 166, logée dans le même corps que le temple de Sîn. Le fond de cette salle opposé à l'entrée est surélevé d'une plate-forme accessible par un escalier. Une niche est aménagée au centre du petit mur nord-ouest. On peut y voir le même motif de demi-colonnes que celui trouvé au fond de l'appendice 165.

### Temple de Shamash et chapelle de Ninurta

#### Salles du temple
En façade sud-ouest de la cour XXVII se trouve une entrée flanquée de contreforts semblable à celle du temple de Sîn. Elle conduit à un groupe de pièces disposées de manière analogue à celles de celui-ci : un vestibule barlong (172), une salle oblongue (XXVIII), dont l'extrémité est dotée, comme la salle XXVI de Sîn, d'un appendice surélevé (169) précédé par un escalier sur l'axe principal. Mais, sur le plan de Place et Thomas (le seul que nous ayons, les Américains n'ayant pas fouillé à nouveau cette zone), l'organisation des espaces latéraux diffère sensiblement de celui observé dans le corps de bâtiment nord-ouest : il est ici composé d'une longue salle latérale (168), ouverte à la fois sur la salle centrale XXVIII et sur la pièce surélevée du fond (169). On peut voir dans le couloir coudé 171-170 l'équivalent du couloir 163-161 du temple de Sîn.

#### Chapelle de Ninurta
Une porte s'ouvre dans l'angle sud de la cour, à côté du portail de Shamash, sur une chapelle dédiée au dieu Ninurta (173), identique à celle d'Adad (166), à une différence près : elle possède en plus une annexe (174).

### Aile nord-ouest de la courXXVII

#### Chapelle d'Éa
Une porte aménagée dans l'angle nord de la cour XXVII s'ouvre sur la salle 192, localisée dans l'aile nord-ouest. Elle présente les mêmes caractéristiques que les chapelles de Ninurta et d'Adad : dimensions de même ordre, plate-forme accessible par un escalier, niche dans le mur sur fond centrée sur l'axe longitudinal. Mais l'entrée est placée sur le long côté de la salle, et non sur le petit mur opposé à la plate-forme, contrairement aux autres chapelles. On sait d'après l'inscription gravée sur le seuil que cette pièce était dédiée à Éa.

#### La salle 191
Au centre de cette aile, la salle 191 est ouverte sur la cour par un portail flanqué des mêmes contreforts que ceux des entrées des temples de Sîn et de Shamash. Pourtant, rien dans l'aménagement de cette salle ne la distingue, malgré sa situation, sa disposition barlongue, la position centrale de son entrée, sur un des deux axes médians de la cour. Elle ne semble pas avoir eu un rôle cultuel au même titre que le temples et chapelles.

### CourXXXIet temple de Ningal
La cour XXXI, accessible par une sorte de vestibule (181), est plus petite que la cour XXVII, et de forme rectangulaire. Sur sa façade nord-ouest, une porte encadrée de contreforts et ornée de panneaux de briques à glaçures (avec cinq motifs au lieu des sept du temple de Sîn), conduisait à un corps de bâtiment associant classiquement un vestibule en largeur (180), une grande salle en longueur (XXIX) avec son appendice surélevé, et une salle latérale (178) ouverte sur la salle centrale. Mais, plutôt qu'un couloir coudé, une suite de pièces latérales (179-176) relie le vestibule à l'appendice surélevé.
Fait aussi notable, la façade sud-ouest est rythmée de niches, séparées par des pilastres.